# ألفارو غينيه
ألفارو غينيه (بالإسبانية: Álvaro Ginés)‏ هو لاعب كرة قدم إسباني، ولد في 15 مارس 2005 في قرطاجنة في إسبانيا.